# 電源開発促進法
電源開発促進法（でんげんかいはつそくしんほう、昭和27年7月31日法律第283号）は、電源の開発および送電変電施設の整備に関する日本の法律である。

## 概要
この法律は、すみやかに電源の開発及び送電変電施設の整備を行うことにより、電気の供給を増加し、もつて日本の産業の振興及び発展に寄与することを目的とする。
この法律において「電源開発」とは、水力又は火力による発電のため必要なダム、水路、貯水池、建物、機械、器具その他の工作物の設置若しくは改良又はこれらのため必要な工作物の設置若しくは改良をいう。
2003年10月に廃止された。